# Diaea caecutiens
Diaea caecutiens là một loài nhện trong họ Thomisidae.
Loài này thuộc chi Diaea. Diaea caecutiens được Ludwig Carl Christian Koch miêu tả năm 1876.